# Wormhout
Wormhout è un comune francese di 5 341 abitanti situato nel dipartimento del Nord nella regione dell'Alta Francia.

## Storia
Il 28 maggio 1940, nel corso dell'invasione nazista della Francia, 80 prigionieri di guerra britannici e francesi furono massacrati dagli uomini della 1. SS-Panzer-Division "Leibstandarte SS Adolf Hitler".

## Società

### Evoluzione demografica
Abitanti censiti